# 사조의
사조의(史朝義, ? ~ 763년)은 당나라의 대규모 반란이었던 안사의 난으로 건국된 연나라 마지막 황제였다. 사사명의 맏아들로, 761년에 쿠데타를 일으켜 사사명을 교살하고 제위에 오른다. 하지만 사사명의 부하들에게서 충성을 얻지 못했고, 결국 당나라와 위구르 연합군과의 교전에서 패배한 후, 달아나다가 자결하였다.

## 생애
출신은 돌궐 영이주에서 사사명의 맏아들로 태어났다. 사사명이 안록산 따라 거병을 했을 때, 사조의는 기주, 상주에서 수비에 임했다. 759년 사사명이 안경서를 살해하고 황제를 칭함과 동시에 사조의는 회왕에 봉해진다.
761년, 사조의는 사사명을 살해하고 대연의 황제로 즉위하여, 연호를 현성(顕聖)이라고 하고 개원을 했다. 다음 해 당군이 위구르 세력의 지원을 받아 반격하였으며, 사조의의 거점인 낙양을 함락, 북방의 막주(현재 하북성 런추시)으로 피한다. 민심을 잃었다고 판단한 대연 정권의 전승사(田承嗣),  이회선(李懷仙)이 배신하고, 763년 사조의는 자살함으로써 안사의 난은 수습된다.

## 같이 보기
- 안사의 난
  - 안록산

| 전임 사사명 | 연 (안사)의 4대 황제 761년 ~ 763년 | 후임 왕조 멸망 |